# 재영 한국인
재영 한국인(영어: Koreans in the United Kingdom) 또는 재영한인은 영국으로 이주한 한국계 이민자들과 북한과 남한에서 온 조상을 추적하는 영국계 후손들을 포함한다.

## 인구 통계

### 인구 크기
영국 내 한국인의 인구는 가늠하기 어렵다. 2019년 대한민국 외교부에 따르면, 영국에는 40,770명의 한국인이 살고 있다.
이 수치는 영국 인구조사를 통해 수집된 자료와는 상당히 다른데, 이는 한국인을 위한 별도의 범주가 없기 때문이다. 인구조사 데이터는 한국에서 태어난 영국 거주자의 관점에서 존재한다. 2011년 영국 인구조사에 따르면, 잉글랜드 거주자는 16,276명, 웨일스 310명, 스코틀랜드 716명, 북아일랜드 92명이다. 북한에서 태어난 사람은 영국에서 369명, 웨일스에서 12명, 스코틀랜드에서 11명으로 기록되었다.
이전 2001년 영국 인구조사에 따르면 대한민국에서 태어난 영국 거주자는 12,310명이다. 2011년 대한민국 외교부의 보고서에 따르면, 45,295명의 한국인이 영국에 거주한다고 등록되어 있다. 이는 영국에 거주하는 한국인들이 브라질에 이어 인도네시아에 거주하는 한국인들보다 12번째로 큰 재외동포 집단이라는 것을 의미한다. 재외동포재단에 따르면, 1999년과 2005년 사이에, 영국의 한국인 인구는 10,836명에서 거의 4배 증가하여, 독일에 있는 한국인들의 나이든 공동체를 제치고 유럽에서 가장 큰 사람이 되었다. 외교부 통계에 따르면 영국 국적은 3839명, 무기한 잔류휴가는 9170명, 유학생은 1만9000명, 기타 비자는 1만4820명이다. 약 3분의 2가 런던 지역에 거주했다.
대부분은 대한민국 출신이지만, 탈북자들은 영국으로 망명을 요청하기도 했다. 영국에 망명을 주장하는 북한인의 수는 2006년 45명에서 2007년 412명으로 정점을 찍었다. 그 후 2008년에는 185명으로 감소했고, 2009년과 2014년 사이에 매년 20명에서 37명 사이였다. 유엔 난민 기구(UNHCR) 통계에 따르면 2014년 영국에는 622명의 난민 인정자와 59명의 북한 출신 망명 신청자가 있었다.
영국은 북한에서 직접 온 탈북자들에게만 망명을 허가한다. 2008년, 180명의 망명 신청자들이 이전에 한국에 거주했던 것으로 경찰 조사 결과 밝혀져 신청이 거부된 것으로 보고되었다. 탈북자로 추정되는 사람들 중 일부는 선진국에서 난민 지위를 얻기 위해 북한 문서를 구입한 중국 교포들일 수도 있다. 영국 비자와 이민국 그리고 전임자들이 가짜 탈북자들을 식별하기 위한 노력이 항상 성공적이었던 것은 아니며 또한 실제 탈북자들을 가짜 탈북자로 잘못 분류하는 것으로 알려져 왔다. 2014년 9월, 한 망명 재판소는 "신청인은 대한민국 국민이며 그들의 망명 신청은 반드시 실패해야 한다"는 판결을 내린 몇몇 북한인들의 항소를 기각했다.

### 인구 분포

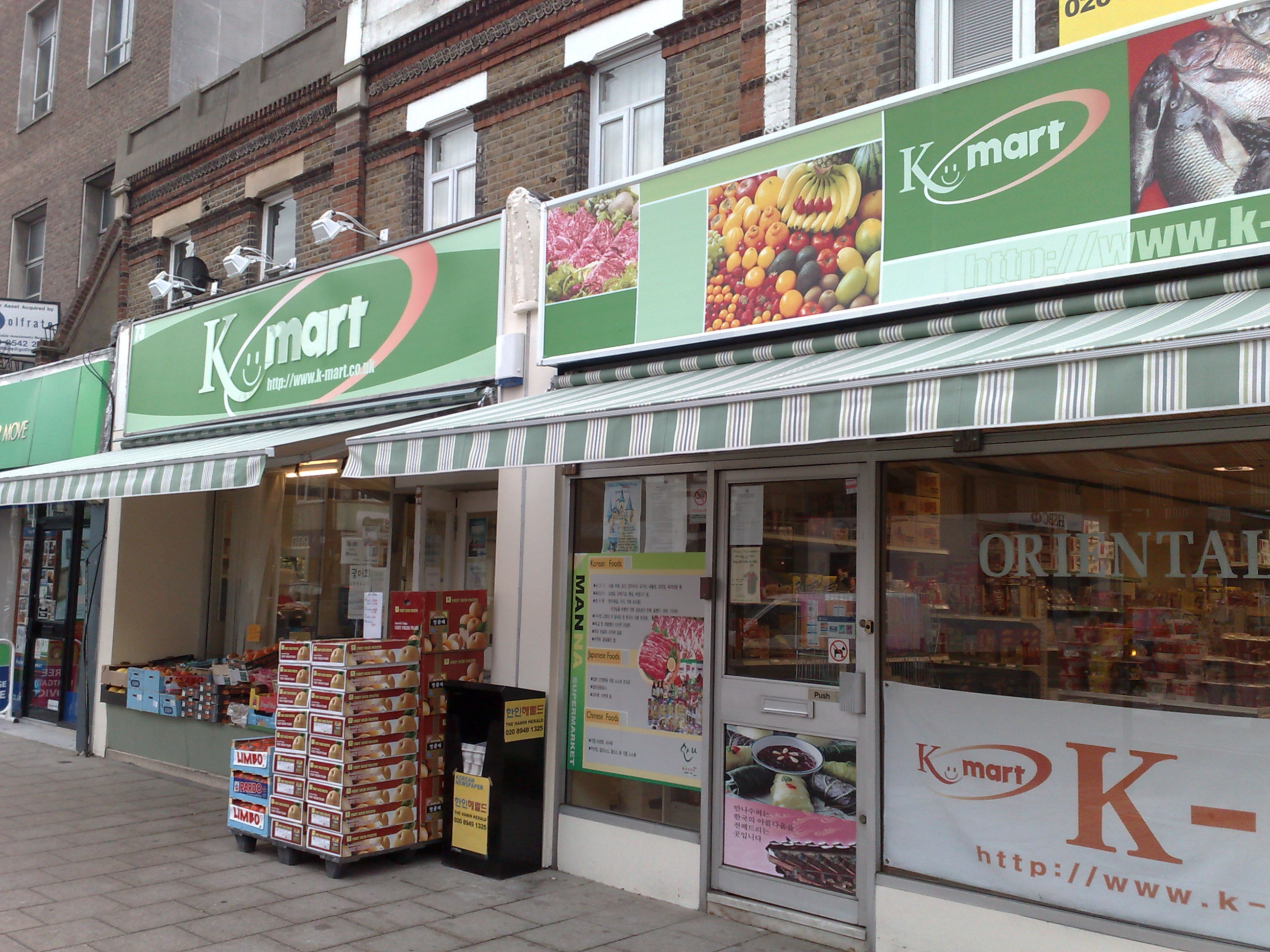
런던 뉴몰든에 있는 한국 슈퍼마켓

많은 수의 한국인들이 1980년대에 영국에 정착하기 시작했는데, 대부분 런던 근처에 있었다. 가장 높은 밀집도는 뉴몰든이라는 마을에서 볼 수 있다. 뉴몰든의 인구 추정치는 8,000명에서 20,000명에 이른다. 뉴몰든에 그들을 끌어들인 요인으로는 싼 주택, 이전에 이 지역에 일본인 커뮤니티가 존재했던 것, 그리고 이 지역에서 몇몇 유명한 한국 기업들의 "편승 효과"가 있다. 1990년대에, 그 지역은 한국 사회의 중심지로 두각을 나타내게 되었다. 그곳의 높은 한국인 집중은 성인 이민자들, 특히 여성들이 영국에 몇 년 동안 거주한 후에도 영어를 많이 말하지 않는 경향이 있다는 것을 의미했다. 2002년 FIFA 월드컵이 열리는 동안 전국의 한인들이 마을로 몰려들어 그들의 동포들과 함께 모여 대한민국 축구 국가대표팀을 응원하는 모습을 보였다.
한국인이 거주하는 다른 지역으로는 골더스 그린이 있는데, 골더스 그린은 한국과 일본 이민자들이 눈에 띄게 낡고 줄어드는 유대인 공동체를 대체하고 있다.
2011년 인구조사에 따르면 전체 392명의 북한계 주민 중 251명이 그레이터런던에, 47명이 노스웨스트잉글랜드에, 30명이 요크셔험버에 거주했다.

## 사업
영국 내 전체 한국 소유 기업의 21%가 뉴몰든 지역에 위치해 있다. 뉴몰든에 첫 한식당이 생긴 것은 1991년이다. 이 지역의 다른 한국 사업체로는 미용사, 문구점, 여행사, 한국어 보육 서비스 등이 있으며, 예전에는 한국 소설을 수입하는 서점이 있었지만 문을 닫았다. 경쟁 관계에 있는 두 개의 한국어 신문도 그곳에서 발행되고 있다. 한국 식품은 인도나 일본과 달리 테스코와 같은 주류 소매업체에서 구할 수 없는 경향이 있기 때문에 한국 식료품점들은 장사가 잘 된다. 역사적으로 한식은 중국 음식만큼 인기가 없었으며, 런던의 한식당은 "학생들의 단골집, 소박한 음식을 헐값에 제공한다"고 표현되어 왔지만, 특히 미식가 길거리 음식 시장에서 인기를 얻고 있다.

## 같이 보기
- 대한민국-영국 관계
- 재영 북한인